# Ligne 11 du métro de Naples
La ligne 11, appelée aussi ligne Arcobaleno (« Arc-en-ciel » en italien, à cause des couleurs caractéristiques de ses stations), est une ligne exploitée par Ente Autonomo Volturno et fait partie du Service ferroviaire métropolitain de Naples. Cette ligne est en effet l'ancienne "Alifana Bassa", une ligne de chemin de fer à voie étroite fermée en 1976, reconvertie en métro en 2005.
Son trajet suburbain totalement souterrain en fait le premier métro interprovincial d'Italie, en reliant ainsi la ville de Naples et sa province à celle de Caserte, où se situent les stations de Aversa-Centro et Aversa-Ippodromo.

## Histoire

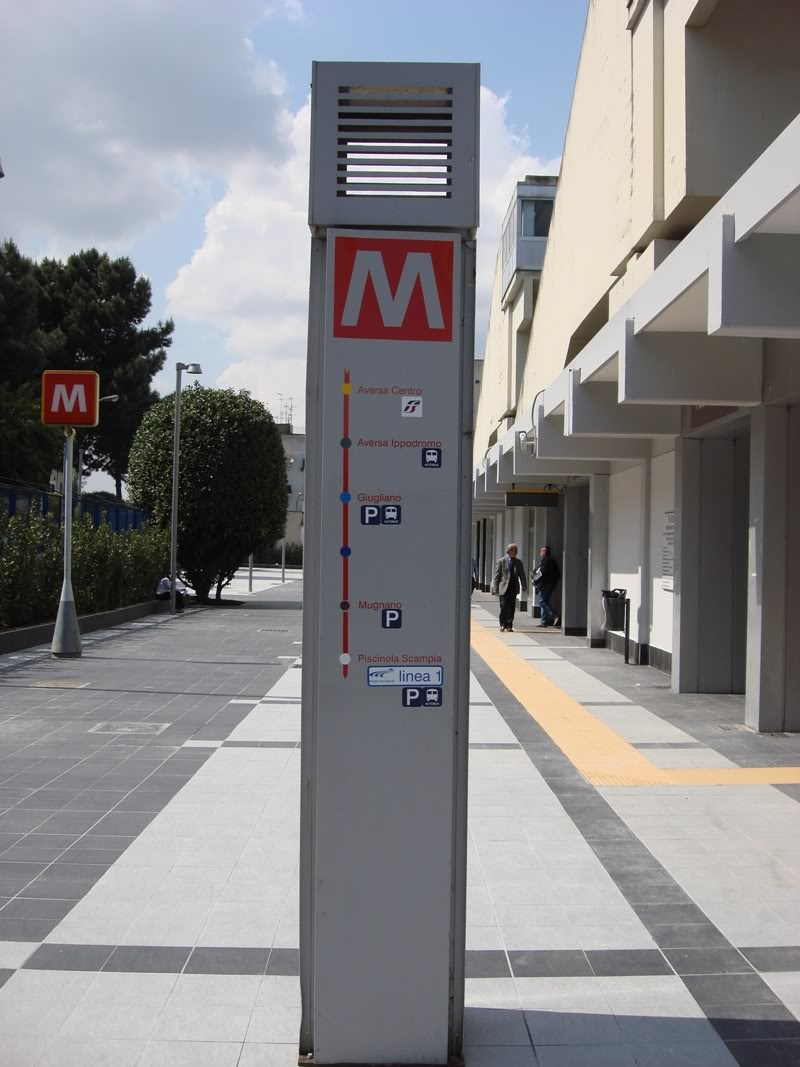
Borne d'accès à la station de métro devant la gare de Piscinola

La loi n° 86 du 16 mars 1976 a débloqué le financement pour la reconstruction de la Ferrovia Alifana fermée la même année. Des obstacles ont retardé le début des travaux, notamment la présence de trois immeubles classés qui auraient pu subir de gros dommages avec les travaux du premier projet.
En 2000, une convention est signée avec les FS pour que cette nouvelle ligne utilise les voies de la ligne FS entre Naples Piscinola et Aéroport de Naples-Capodichino soit utilisée également par la Ligne 1 du Métro de Naples.
En décembre 2001, les travaux de construction de la nouvelle ligne redémarrent. Le projet définitif est approuvé le 8 novembre 2002 par le Ministère des Infrastructures et des Transports. En 2004, le dernier des 3 immeubles situés sur la nouvelle ligne est démoli et le premier tronçon entre Piscinola et Mugnano est inauguré le 16 juillet 2005. En 2009, trois nouvelles stations sont ouvertes au public : Giugliano, Aversa Hippodrome et Aversa Centre. La ligne est complète avec ses 10 stations intermédiaires, sur 10 km.
À partir du 22 avril 2017, les travaux d'extension de la ligne Piscinola-Capodichino et la station de Melito ont repris, financés par la Région Campanie, et doivent être terminés en 2020.

### Matériel roulant
Lors de la réouverture, en 2005, les matériels utilisés sur la ligne étaient les mêmes que ceux employés sur la ligne 1 du métro urbain, des rames Ansaldo. Ensuite, 12 rames MA 100 rachetées au Métro de Rome utilisées sur la ligne A, ont été mises en service.

### Horaires
La fréquence sur cette ligne est de 1 rame toutes les 15 minutes entre 6.00 et 21.30 heures.
Depuis le 16 mars 2020, en raison des mesures de confinement prises par le gouvernement italien, le trafic a été réduit de trois quarts. Un train sur deux circule uniquement entre 6.00 et 10.00 heures et entre 15.00 et 19.00 heures avec un nombre de passagers très limité pour respecter les distances de sécurité.

## Liste des stations
| Arret             | Ouverture | Connections | Notes           |
| ----------------- | --------- | ----------- | --------------- |
| Piscinola Scampia | 2005      | Ligne 1     |                 |
| Mugnano           | 2005      |             |                 |
| Melito            | 2020      |             | en construction |
| Giugliano         | 2009      |             |                 |
| Aversa Ippodromo  | 2009      |             |                 |
| Aversa Centro     | 2009      |             |                 |